# باشگاه فوتبال سیمرغ البرز
سیمرغ البرز یک باشگاه فوتبال در افغانستان است که در لیگ برتر این کشور به رقابت می‌پردازد. این تیم در اوت ۲۰۱۲ با تشکیل لیگ برتر افغانستان تأسیس شد و بازیکنانش از طریق تشکیلاتی موسوم به میدان سبز گزینش شدند. تیم سیمرغ البرز، منطقهٔ شمال غربی افغانستان را نمایندگی می‌کند.
سیمرغ البرز در مسابقهٔ نهایی اولین دورهٔ لیگ برتر افغانستان با نتیجهٔ ۲ بر ۱ مغلوب طوفان هریرود شد و به مقام نایب قهرمانی بسنده کرد و در دور نهم هم در مقابل شاهین آسمایی در فینال با نتیجه ۱ بر ۰ شکست خورد اما هنوز شهرت همیشگی خود را دارد. باشگاه سیمرغ البرز به دلیل منحل شدن لیگ دیگر مسابقاتی ندارد آخرین مسابقه این تیم در مرحله نهایی لیگ برتر سال ۱۳۹۹ بود.تیم سیمرغ البرز نماینده زون شمال و از ولایت های بلخ،جوزجان،سرپل،فاریاب،مزارشریف و غیره نماینده گی میکند.
مربی این تیم در سال ۱۳۹۹ فهیم شریفیار بود.